# Zalman Ben Ja’akow
Zalman Ben Ja’akow (hebr.: זלמן בן-יעקב, ang.: Zalman Ben-Ya'akov, ur. 1897 w Sieradzu, zm. 2 marca 1959) – izraelski polityk, w latach 1953–1959 poseł do Knesetu z list Agudat Israel oraz Religijnego Frontu Tory.
W wyborach parlamentarnych w 1951 nie dostał się do izraelskiego parlamentu, jednak w skład drugiego Knesetu wszedł 24 marca 1953, po śmierci Awrahama Deutscha. Uzyskał reelekcję w wyborach w 1955 z listy Religijnego Frontu Tory, którego Agudat Israel była częścią. Zmarł 2 marca 1959, a mandat objął po nim Szelomo-Ja’akow Gross.